# Liste der Monuments historiques in Saint-Laurent-sur-Othain
Die Liste der Monuments historiques in Saint-Laurent-sur-Othain führt die Monuments historiques in der französischen Gemeinde Saint-Laurent-sur-Othain auf.

## Liste der Immobilien
| Bezeichnung                   | Beschreibung                                                                         | Standort                     | Kennzeichnung | Schutzstatus | Datum | Bild |
| ----------------------------- | ------------------------------------------------------------------------------------ | ---------------------------- | ------------- | ------------ | ----- | ---- |
| Ausgrabungsstätte Le Châtelet | polygonale gallo-römische Einfriedung mit Brunnen und Turmhügel, drittes Jahrhundert | nordöstlich des Ortes (Lage) | PA00106612    | Classé       | 1936  |      |

## Liste der Objekte
| Bezeichnung      | Beschreibung                        | Standort                        | Kennzeichnung | Schutzstatus | Datum | Bild |
| ---------------- | ----------------------------------- | ------------------------------- | ------------- | ------------ | ----- | ---- |
| Weihwasserbecken | Gusseisen, 16. oder 17. Jahrhundert | in der Kirche St-Laurent (Lage) | PM55001178    | Classé       | 1997  |      |